# 内藤忠興
内藤 忠興（ないとう ただおき）は、江戸時代前期の大名。陸奥国磐城平藩の第2代藩主。官位は従四位下・帯刀。延岡藩内藤家宗家2代。

## 生涯
天正20年（1592年）2月1日、徳川家康の家臣（後の平藩の初代藩主）内藤政長の長男として誕生。
慶長19年（1614年）、大坂冬の陣の際、父と共に安房国の留守を命じられたが、血気盛んな性格の持ち主であった忠興は、勝手に手兵を率いて伏見城にまで参じ、家康の側近中の側近であった本多正信に参陣を頼み込んだと伝わる。正信は家康に相談したところ、家康はこれを喜んで許して井上正就配下のもとで参陣させている。
慶長20年（1615年）3月、父が1万石の加増を受けた際、忠興も冬の陣における功績により1万石の所領を与えられた。同年の大坂夏の陣では酒井家次に従って参陣して武功を挙げ、この功により1万石を加増された。元和8年（1622年）、政長が磐城平藩7万石に移封された際、忠興は陸奥国泉藩に2万石を領する大名となった。寛永11年（1634年）、父が死去すると家督と所領を受け継ぎ、それまでの所領であった泉は弟・政晴に相続させた。
その後、忠興は藩政に力を注ぎ、新田開発や検地などの農業政策、厳格な税徴収などを行ない、平藩の石高を実質的に2万石も増加させた。寛文10年（1670年）、長男・義概に家督を譲って隠居する。
延宝2年（1674年）10月13日に死去した。享年83。

## 人物・逸話
- 江戸在府中の忠興は国元から大根の漬物を取り寄せていたが、塩辛くない浅漬けが欲しいとか、塩辛くなくシワがあるように漬けて寄こせとかの注文をつけていたが、何度注文しても塩辛い漬物ばかりを送って寄こすので「沙汰の限り」だと怒り出してしまった。この古文書は明治大学博物館に保管されている[1]。
- 恐妻家だったといわれ、それを示す逸話がある。正室は酒井家次の娘であるが、気の強い女性であった。あるとき忠興は、正室に内緒で家中でも特に美女といわれる女性を呼び寄せた。すると正室はこれに怒って、薙刀を振りかざして忠興を追い回した[2]という。このため、以後は女性関係を慎み、藩政に関しても常に正室の意見も聞いたといわれる。

## 系譜
父母
- 内藤政長（父）
- 三宅康貞の娘（母）

正室
- 酒井家次の娘

側室
- 天光院殿、香具姫 ー 小山田信茂の養女[3]

子女
- 内藤義概（長男）生母は香具姫（側室）
- 遠山政亮（三男）生母は香具姫（側室）
- 武田信正正室、生母は香具姫（側室）
- 美興
- 土方雄次正室
- 本堂栄親正室

養女
- 堀直景継室 ー 西尾光教の娘
- 諏訪忠晴正室